# Selca latifascialis
Selca latifascialis är en fjärilsart som beskrevs av Walker 1865. Selca latifascialis ingår i släktet Selca och familjen trågspinnare. Inga underarter finns listade.